# Anastatus crassipes
Anastatus crassipes är en stekelart som beskrevs av Yoshimoto och Ishii 1965. Anastatus crassipes ingår i släktet Anastatus och familjen hoppglanssteklar.
Artens utbredningsområde är Palau. Inga underarter finns listade i Catalogue of Life.